# Dubbele paalsteek
De dubbele paalsteek is een knoop die vooral in de wereld van de klimsport gebruikt wordt.
Verschil met de gewone paalsteek is dat de lus dubbel uitgevoerd is. Bij het klimmen wordt de knoop gebruikt omdat hij enerzijds een heel goede niet schuivende lus geeft en anderzijds toch eenvoudig los te maken is, eenvoudiger dan de dubbele achtknoop ook nadat er een forse spanning op de knoop gestaan heeft.
De dubbele paalsteek heeft één duidelijk voordeel ten opzichte van de normale paalsteek. De steek kan namelijk in het midden van een lijn gelegd worden, zonder dat deze geheel binnengehaald moet worden. Het is eenvoudig om de grootte van de twee lussen onderling aan te passen als er geen spanning op de lijn staat.
Een goed alternatief om een lus in het midden van een lijn te maken is de middenmansknoop.